# (2283) Bunke
(2283) Bunke (1974 SV4; 1929 JG; 1939 GD; 1949 FZ; 1951 YA; 1952 BB1; 1974 WF; 1976 GE6; 1977 QN3; 1977 SJ; 1980 LC) ist ein Asteroid des inneren Hauptgürtels, der am 26. September 1974 von der ukrainisch-sowjetischen Astronomin Ljudmyla Schurawlowa am Krim-Observatorium in Nautschnyj (IAU-Code 095) entdeckt wurde.

## Benennung
(2283) Bunke wurde nach der deutsch-argentinischen Verfechterin des revolutionären Sozialismus Tamara Bunke (1937–1967) benannt.